# Veyrac
Veyrac – miejscowość i gmina we Francji, w regionie Nowa Akwitania, w departamencie Haute-Vienne.
Według danych na rok 1990 gminę zamieszkiwało 1339 osób, a gęstość zaludnienia wynosiła 40 osób/km² (wśród 747 gmin Limousin Veyrac plasuje się na 86. miejscu pod względem liczby ludności, natomiast pod względem powierzchni na miejscu 136.).

## Populacja

Populacja Veyrac w latach 1962–2008

## Galeria

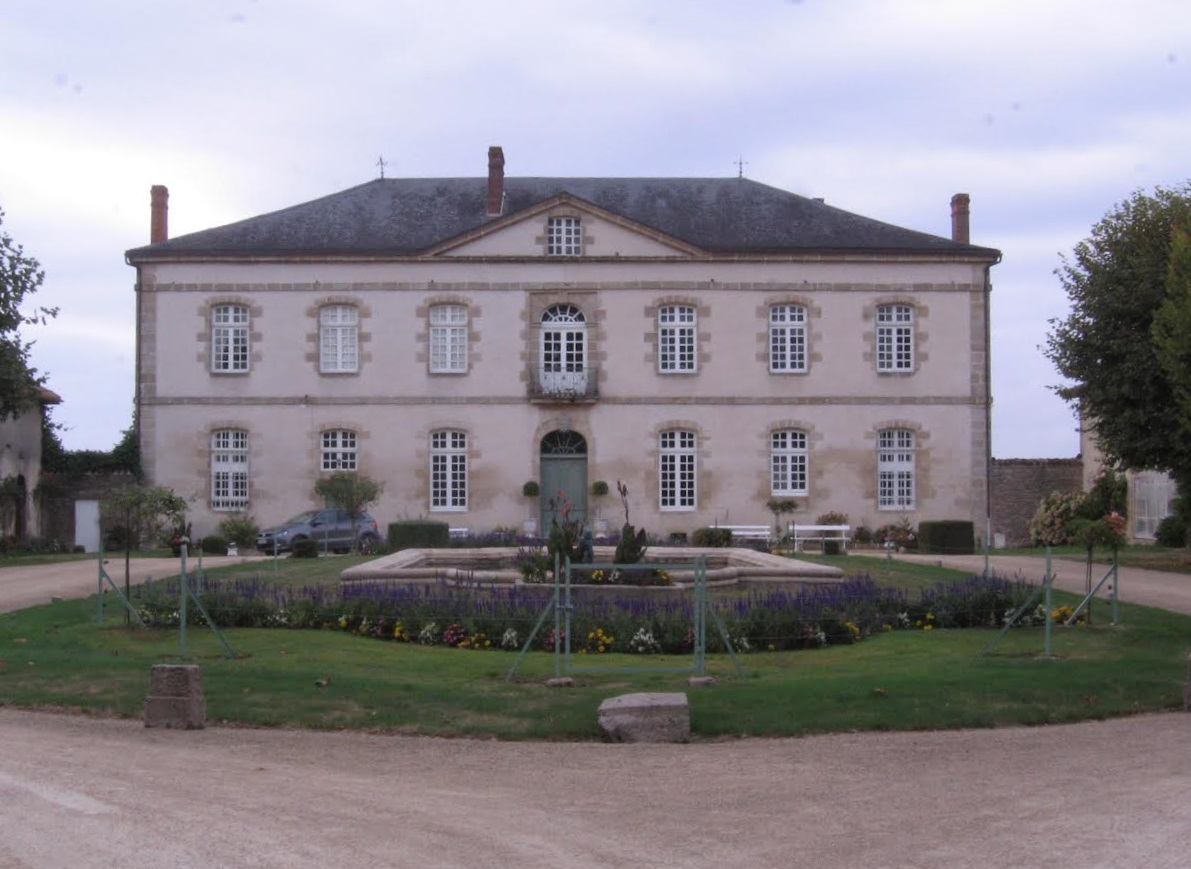
Zabytkowy Zamek Casse[1] (2016)
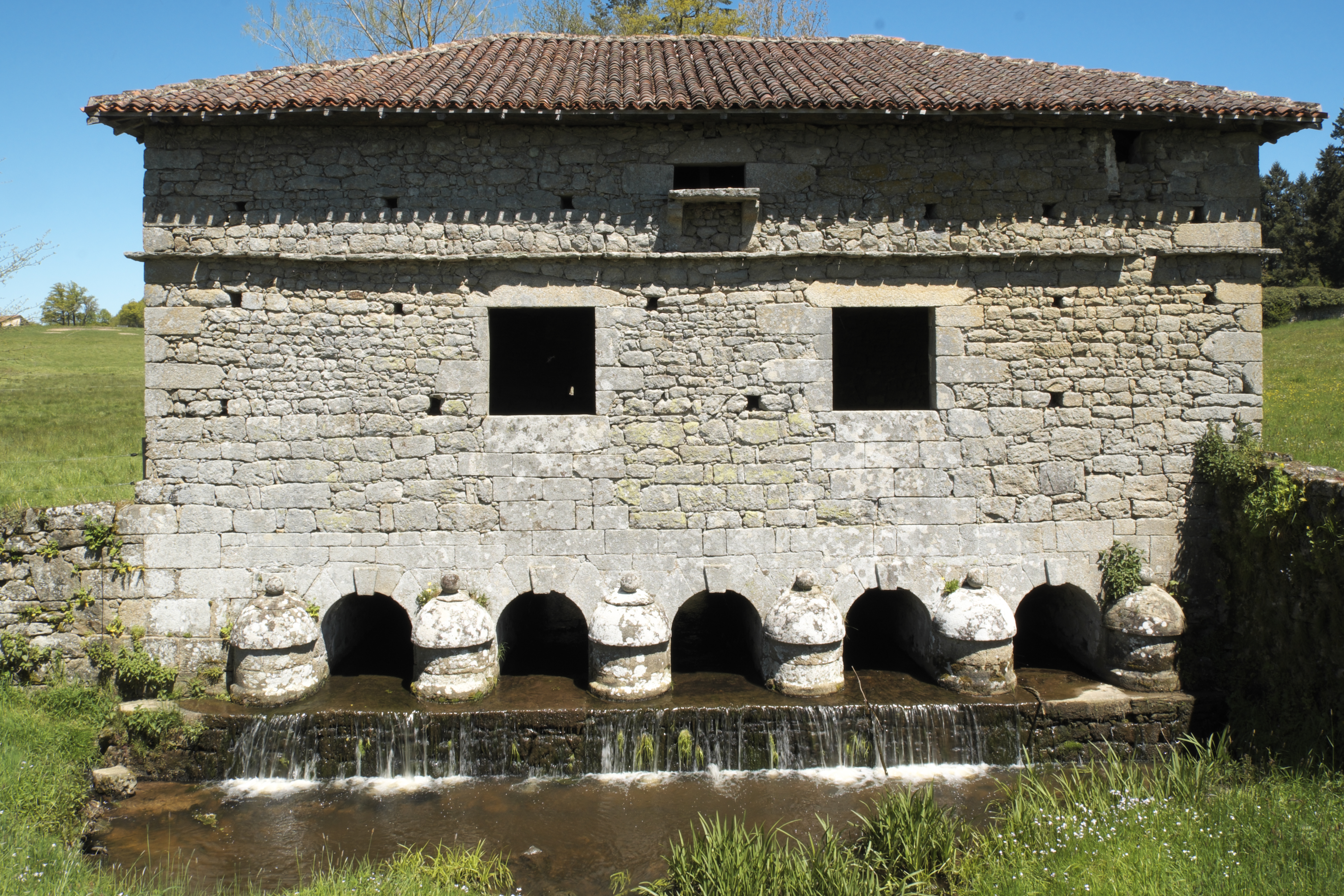
Zabytkowy most[2] (2016)